# Катастрофа Ан-2 под Шатыркулем
Катастрофа Ан-2 под Шатыркулем — авиационная катастрофа пассажирского самолёта Ан-2П казахстанской авиакомпании Olimp Air, произошедшая во вторник 20 января 2015 года в районе рудника «Шатыркуль» в Шуском районе Жамбылской области (Казахстан). В результате происшествия погибли 6 человек, выжила только одна пассажирка.

## Самолёт
Ан-2П с заводским номером 1G149-70 (серийный — 149-70) был выпущен заводом PZL-Mielec в Мелеце (Польская Народная Республика) 20 августа 1973 года. Его продали Министерству гражданской авиации Советского Союза, которое присвоило ему регистрационный номер CCCP-07366, а затем к 1 октября направило в Казахское управление гражданской авиации. О судьбе борта 07366 с 1992 года, когда было упразднено Министерство гражданской авиации, и до 2002 года точных данных нет, возможно, что эти 10 лет его не эксплуатировали. В 2002 году самолёт прошёл капитальный ремонт на Актюбинском авиаремонтном заводе, в ходе которого был и обновлён пассажирский салон, включая замену кресел, после чего машину продали компании «Казахмыс». В основном Ан-2 совершал полёты в Балхаш и Саяк с периодичностью 3—4 рейса в месяц. При столь нерегулярной эксплуатации содержание самолёта вскоре было признано нерентабельным, в августе 2009 года его продали небольшой местной авиакомпании Olimp Air (Олимп Эйр), базирующейся в Караганде.
28 августа 2009 года, в связи с перерегистрацией, бортовой номер сменился на UP-A0314. Общая наработка 42-летнего самолёта составляла 13 080 часов при назначенном ресурсе 20 000 часов.

## Экипаж и пассажиры
Экипаж самолёта был из авиакомпании Olimp Air и состоял из трёх человек.
- Командир воздушного судна — 59-летний Клюшев Валерий Григорьевич. Родился 10 декабря 1955 года, проживал в Караганде[5].
- Второй пилот — Савельев Виктор Петрович. Родился в 1954 году, проживал в Караганде[6].
- Бортмеханик — Литвинов Василий Иванович. Родился в 1951 году, проживал в Караганде[6].

В салоне находились четыре пассажира — сотрудники корпорации «Казахмыс».
- Толеубаев Габит Толеубаевич — 36-летний директор департамента технического развития. Родился 28 сентября 1978 года, проживал в Караганде[6].
- Ибраев Ербол Бейсиевич — 41-летний главный механик ПО «Балхашцветмет». Родился 1 января 1974 года, проживал в Караганде[6].
- Есмаганбетова Улбазар Хамитовна — 46-летняя начальник отдела технического и инвестиционного планирования ПО «Балхашцветмет». Родилась 16 мая 1968 года, проживала в Жезказгане[6].
- Шаяхметова Асем Амирхановна — 28-летняя главный геолог ПО «Балхашцветмет». Родилась 4 ноября 1986 года[6].

## Катастрофа
Борт UP-A0314 был арендован корпорацией «Казахмыс» (прежний владелец самолёта) для выполнения транспортно-связного рейса КЖК-4653 по маршруту Балхаш — Узынарал — Аксуек — медный рудник «Шатыркуль». В условиях низкой облачности и ограниченной видимости самолёт с 4 пассажирами и 3 членами экипажа на борту подходил к конечному пункту маршрута, перешёл в снижение и в 20 километрах от рудника столкнулся с поверхностью земли, в результате чего разрушился. Геолог Асем Шаяхметова получила переломы нижних конечностей, но выжила. Остальные 6 человек на борту (3 пассажира и все 3 члена экипажа) погибли.
По словам выжившей пассажирки, Асем Шаяхметовой, во время полёта все спали, и она сидела возле входной двери. Очнувшись от удара, Асем увидела рядом лежащего бортмеханика. После этого стала звать помощь. Затем она увидела уже мёртвого генерального директора департамента Габита Толеубаева. Чтобы выбраться из самолёта, Асем Шаяхметовой пришлось рыть снежный покров глубиной около 1 м. Асем достала из кармана одного из погибших телефон и связалась со спасателями.
Выжившую доставили в больницу города Шу (Жамбылская область), позже перевезли в Астану.

## Расследование
По факту катастрофы самолёта транспортной прокуратурой Казахстана было начато уголовное производство. Создана правительственная комиссия для расследования авиакатастрофы. В расследовании приняли участие представители завода-изготовителя Ан-2 и независимые эксперты.
Изначально предполагалось, что самолёт потерпел катастрофу при заходе на посадку в условиях ограниченной видимости (тумана) и низкой облачности. Также проверяются другие возможные причины происшествия, среди которых неисправное техническое состояние воздушного судна и ошибки пилотирования.
Как сообщил председатель комитета гражданской авиации (КГА) министерства по инвестициям и развитию РК Серик Мухтыбаев, расследование причин катастрофы самолета займёт до трёх месяцев.
По результатам расследования основной причиной катастрофы признано невыдерживание экипажем минимальной безопасной высоты полёта в условиях ухудшения фактических погодных условий ниже метеоминимума командира воздушного судна (который составлял 200 м по высоте нижней границы облаков и 3000 м по горизонтальной (метеорологической) дальности видимости).

## Последствия
По данным комитета гражданской авиации, сейчас в Казахстане эксплуатируется 115 самолётов Ан-2. В случае необходимости по итогам расследования данного инцидента их также могут проверить на предмет годности к эксплуатации.